# گری ریموند
گری ریموند (انگلیسی: Gary Raymond؛ زادهٔ ۲۰ آوریل ۱۹۳۵) هنرپیشه اهل انگلستان است. از فیلم‌هایی که وی در آن نقش داشته است، می‌توان به جیسن و آرگونات‌ها، ال سید، دامبی و پسر و ناگهان تابستان گذشته اشاره کرد.